# Concorezzo
Concorezzo es una localidad y comune italiana de la provincia de Monza y Brianza, región de Lombardía, con 15 161 habitantes.

## Historia
La ciudad, de origen medieval, es un conocido sitio arqueológico por los restos proto-romanos encontrados.
Fue uno de los principales centros cátaros en el norte de Italia. Se estableció en el siglo XIII, un movimiento herético conocido como el Cuncurèss de Puerìtt ("Los pobres de Concorezzo"), que fue destruido por el alcalde de Milán Oldrado Tresseno.
En el centro de la ciudad se encuentra una villa del siglo XVI que perteneció a la familia De Capitani. En 1690 Pirro De Capitani la constituye en feudo. La Iglesia de los Santos Cosme y Damián es un edificio neoclásico diseñado en 1810 por Luigi Cagnola.
Algunas evidencias arqueológicas dan testimonio de asentamientos en la zona desde la época romana. Sin embargo, las primeras noticias sobre Concorezzo datan del siglo IX. El nombre, según la opinión de algunos estudiosos, fue de origen lombardo. Deriva de Cum Curte Regia ("la corte regia"). El profesor Claus Bottazzi, exdirector de la Estatal de Milán, creía que Concorezzo había sido una corte real, mientras que Dante Olivieri, quien compiló un diccionario de topónimos de la Lombardía, declara que proviene de Cocculus (pequeñas colinas). La presencia de un Concoret y Concorès en Francia hacen más probable la existencia de una raíz "konkor", que en celta significa "lugar de reunión".

## Evolución demográfica
| Gráfica de evolución demográfica de Concorezzo entre 1861 y 2001 |
|                                                                  |
| Fuente ISTAT - elaboración gráfica de Wikipedia                  |

## Curiosidades
Según una leyenda, la reina de los Lombardos Teodolina creó caminos secretos bajo tierra que unían su palacio de Monza con varias propiedades suyas en el territorio. Estos los utilizaba para hacer perder su rastro en caso de peligro extremo. Alguno de estos caminos secretos se encuentran en lugares de la población. 
Algunos capítulos de la novela La cena secreta del autor Javier Sierra transcurren en Concorezzo. En la novela, que tiene lugar en el siglo XVI, la época en que Leonardo da Vinci estaba completando su famosa "Última Cena", en Concorezzo sigue habiendo una gran comunidad cátara. La novela contiene considerables incongruencias geográficas, muchas de las cuales se refieren precisamente la ubicación de Concorezzo: de hecho la ciudad se presenta como un pueblo de montaña, cuyos habitantes cátaros realizan sus ritos en las cuevas, aunque en realidad Concorezzo está a sólo 171 metros sobre el nivel del mar y en una llanura carente de las cuevas. 
En el cementerio descansan los restos de Elio Vittorini, escritor de finales del siglo XX.
A nivel local, el nombre de la ciudad es a menudo abreviado de manera informal como "Conco". 

## Galería fotográfica

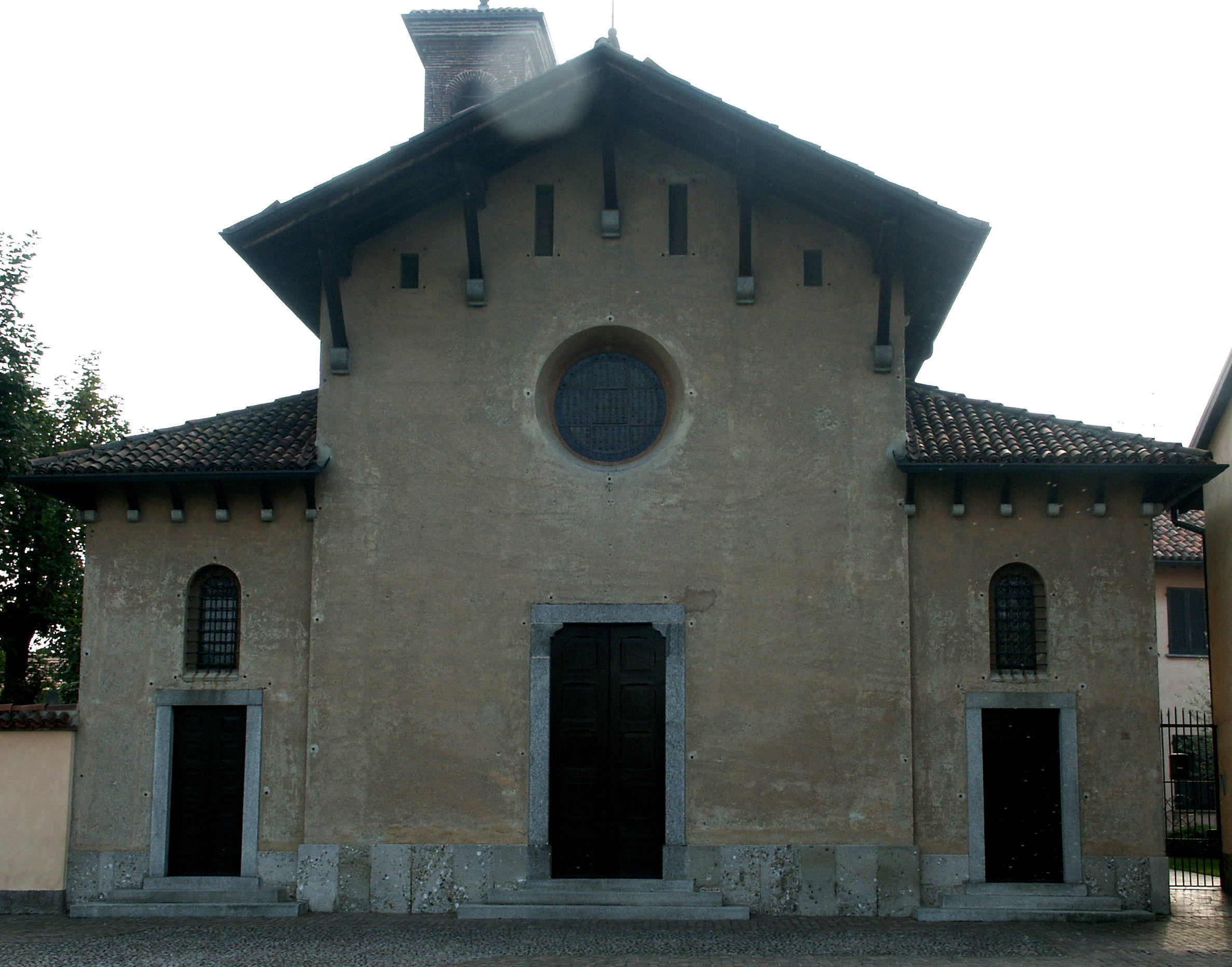
S. Eugenio (S. VIII).
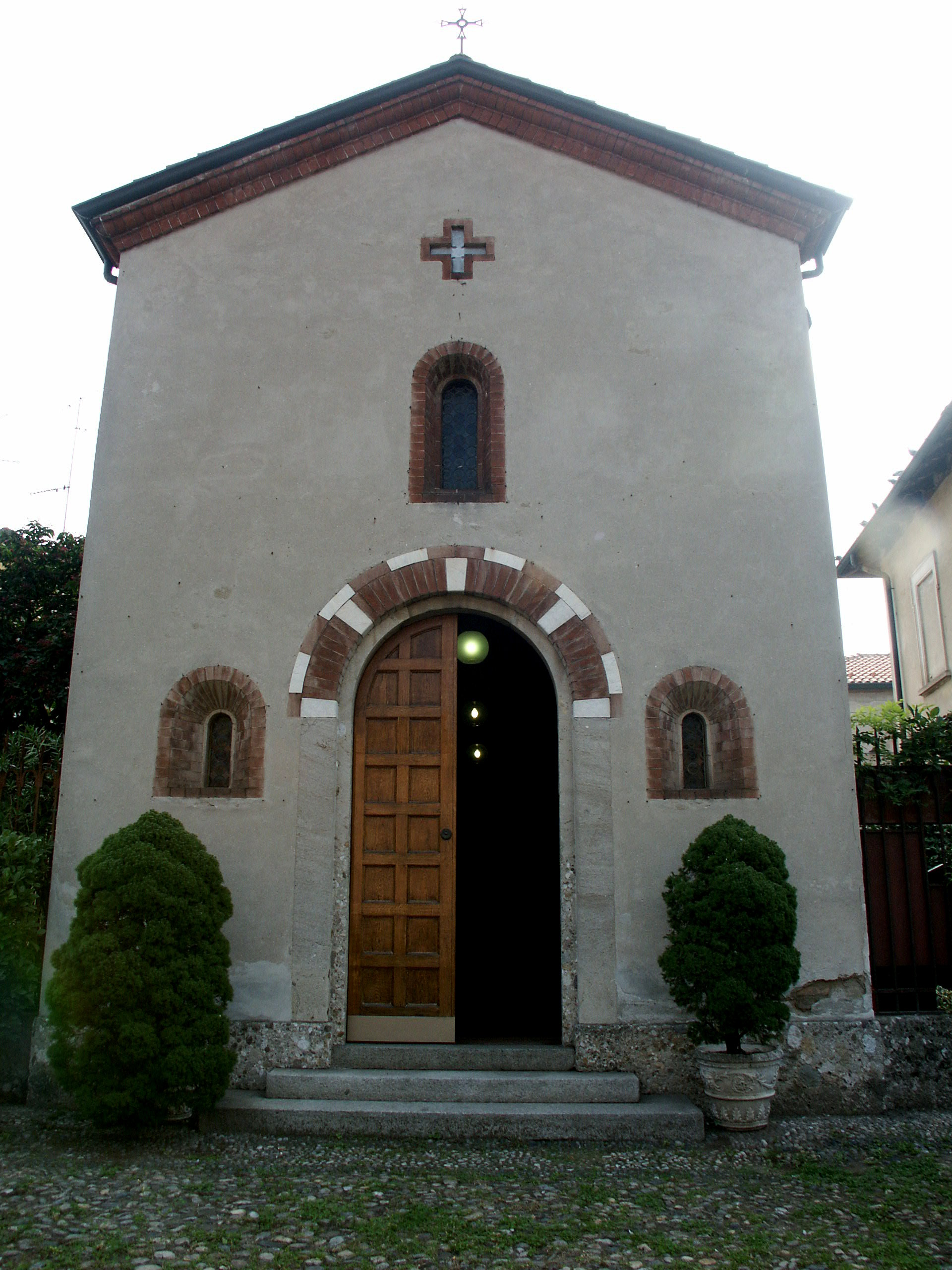
S. Antonio
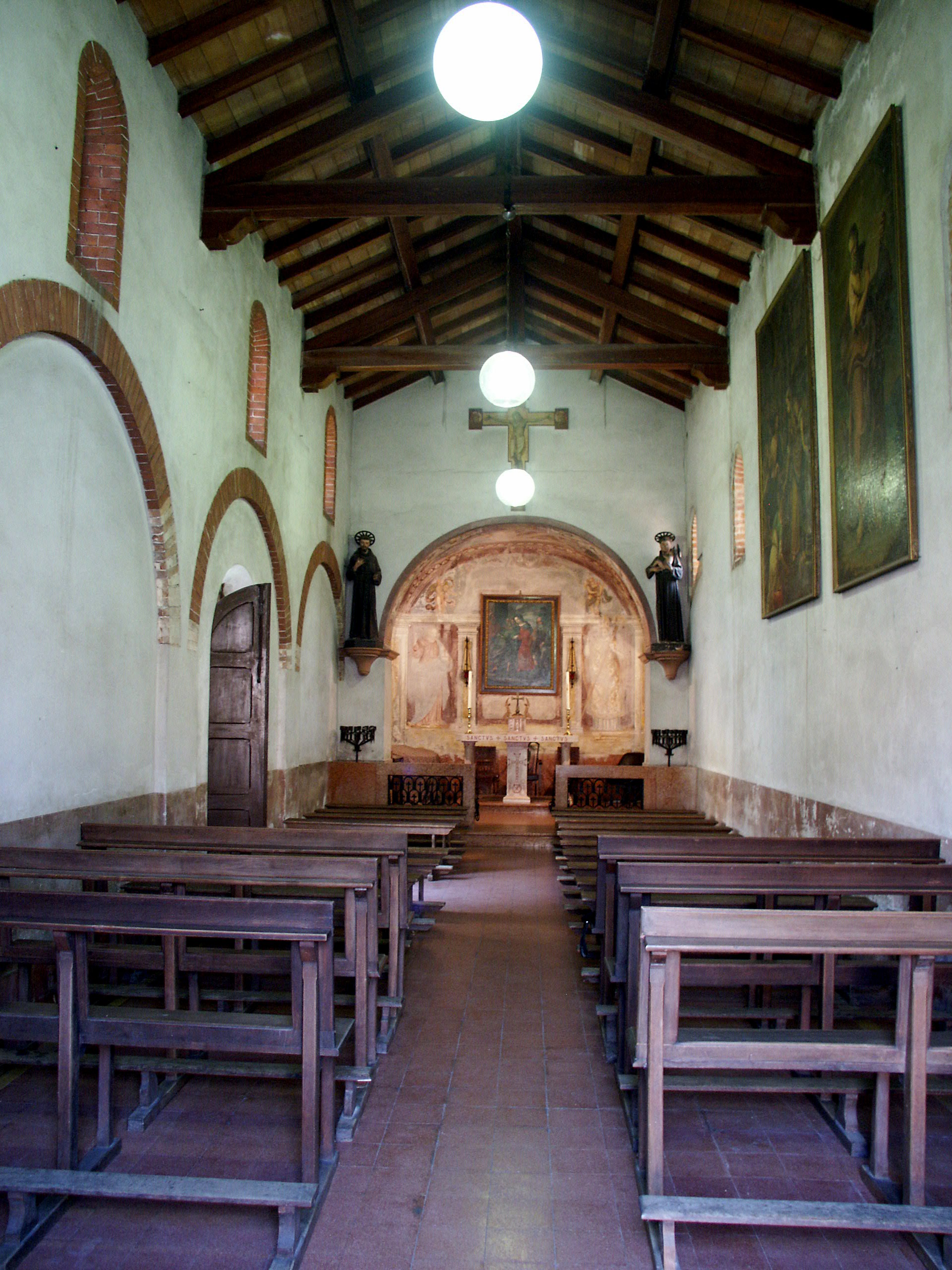
S. Antonio, la nave central
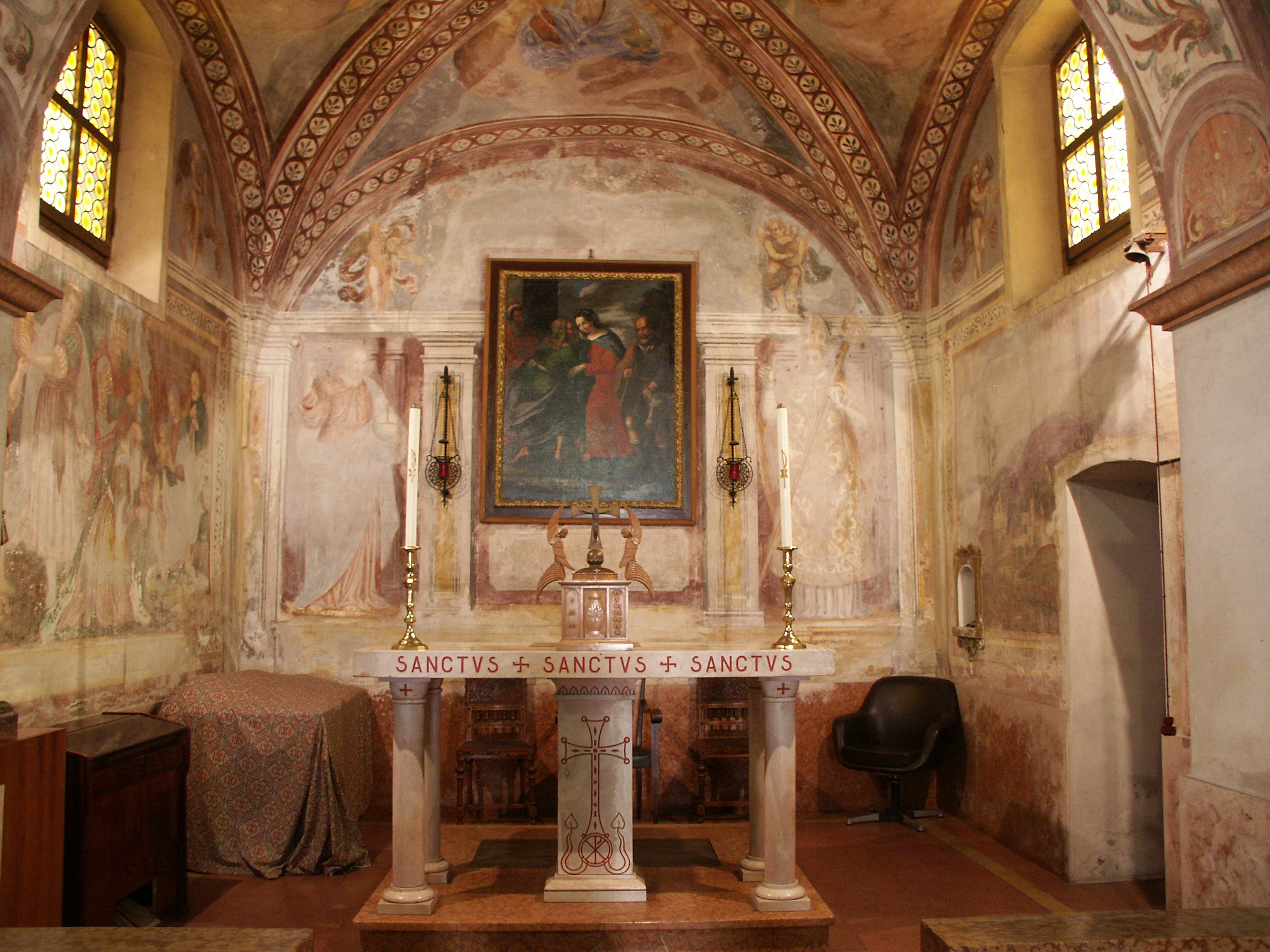
S. Antonio, el ábside
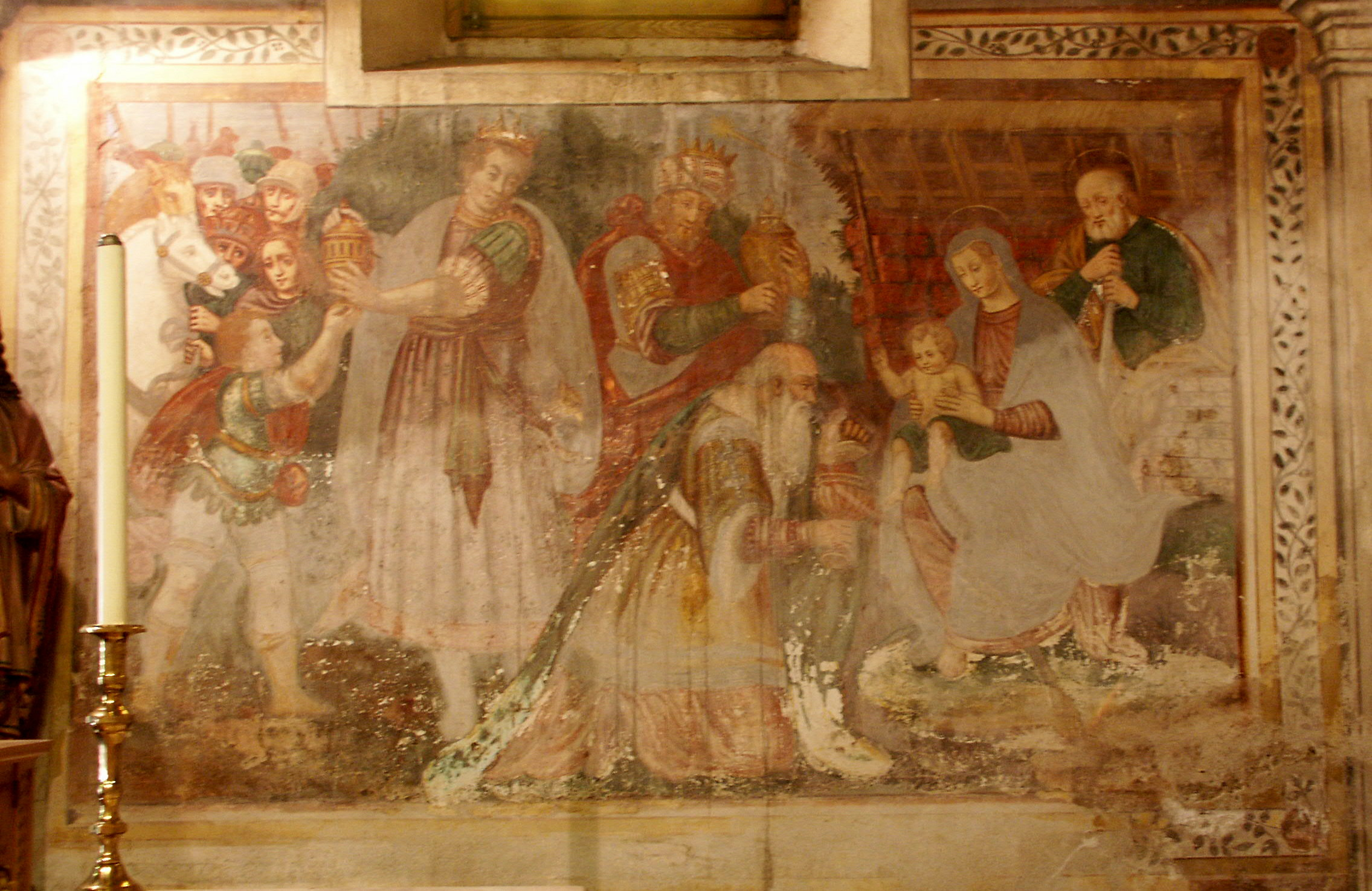
S. Antonio, adoración de los magos
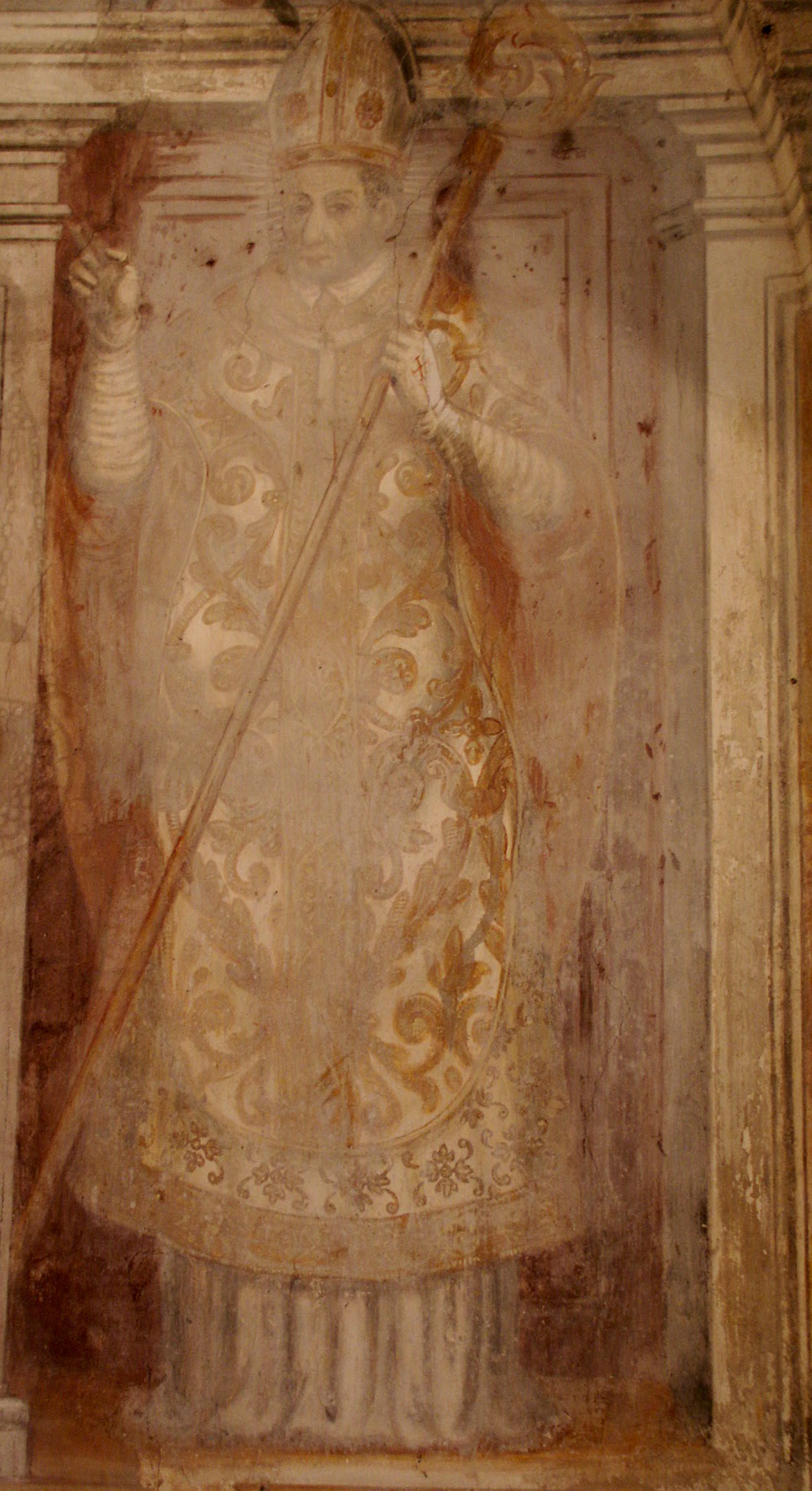
S. Antonio, probablemente S. Carlo
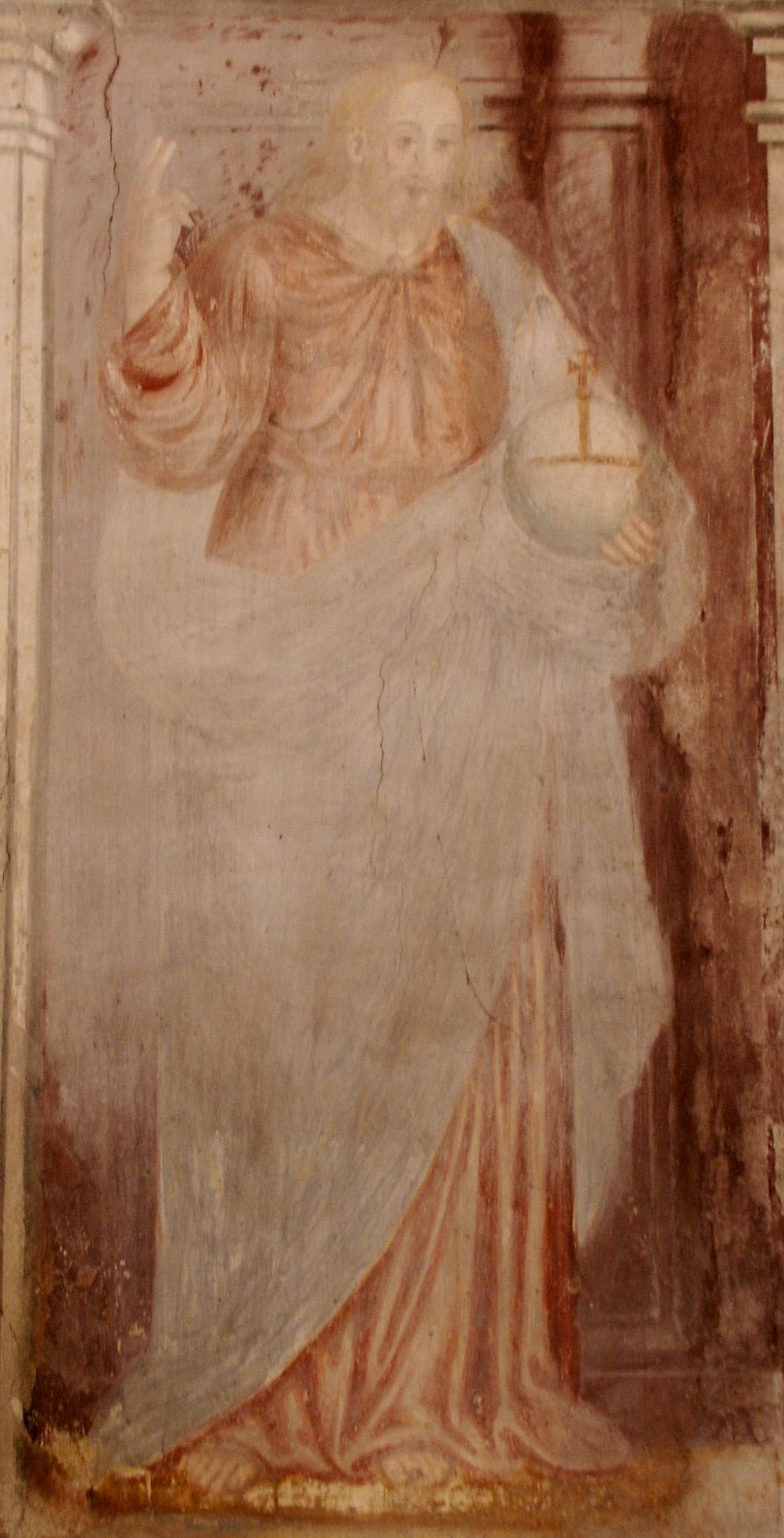
S. Antonio, Cristo y el mundo
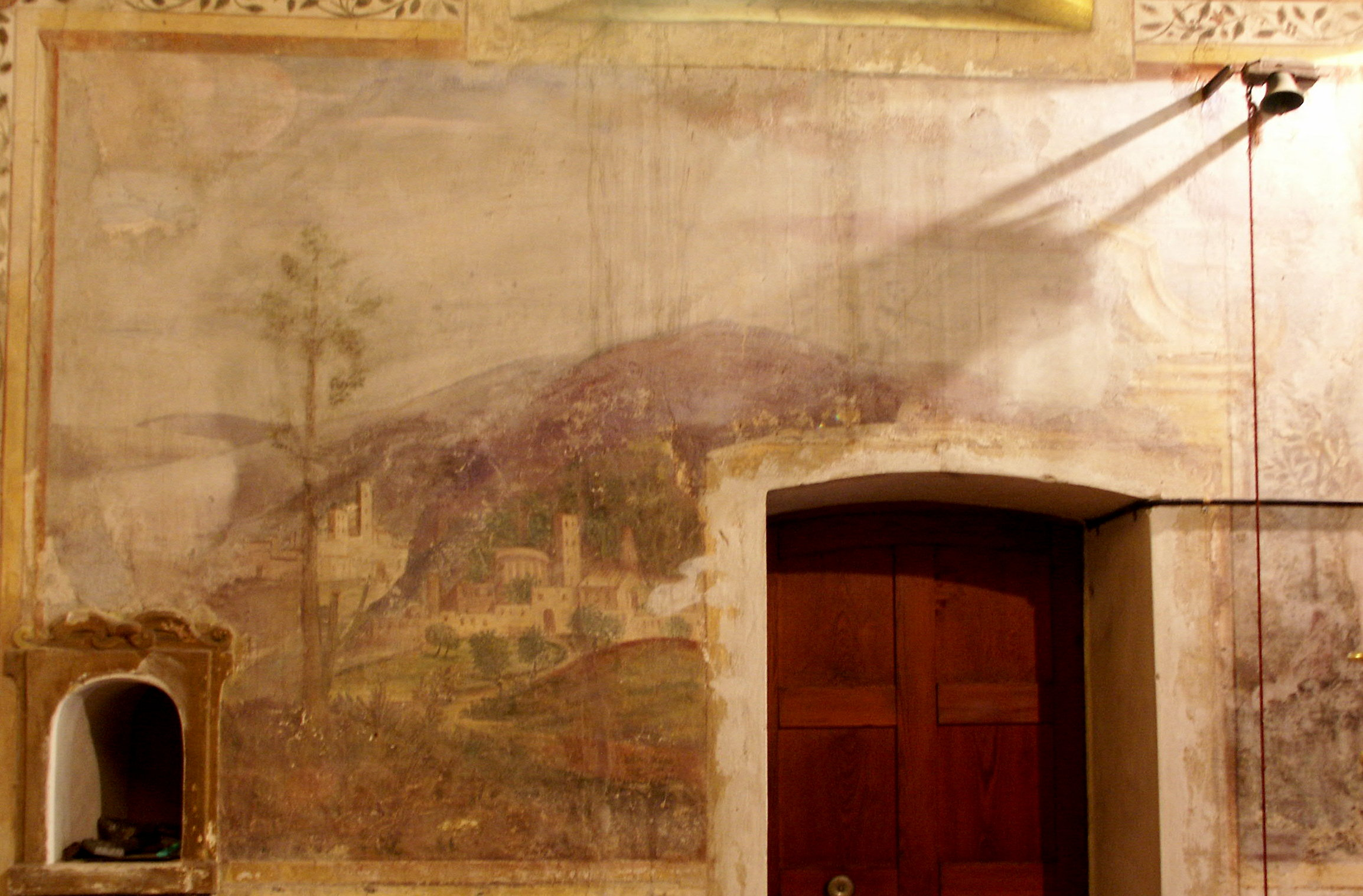
S. Antonio, paisaje